# 애슐리 머리
애슐리 머리(영어: Ashleigh Murray, 1988년 1월 19일 ~ )는 미국의 배우이다. 아치 코믹스 원작의 드라마 《리버데일》에서 조시 매코이 역을 맡았다.